# Ronchi San Bernardo
Ronchi San Bernardo, o soltanto San Bernardo, è una località collinare situata nel comune di Cuorgnè di 246 abitanti nella città metropolitana di Torino, Piemonte.

## Edifici di pregio

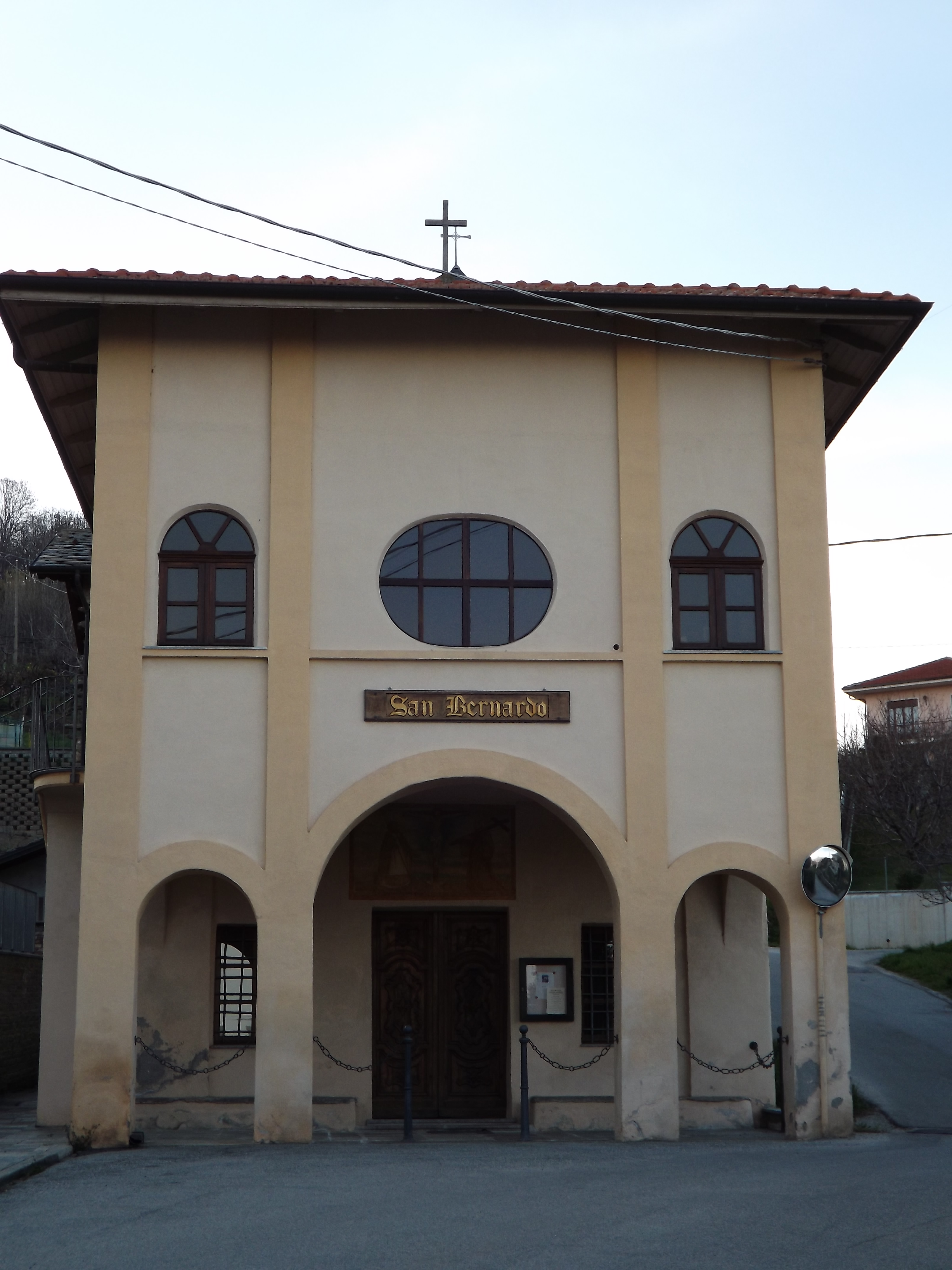
La cappella di San Bernardo

Ai Ronchi San Bernardo si trova una cappella dedicata al Santo che dà il nome al paese. L'edificio è posto al centro dell'abitato, accanto alla struttura che un tempo ospitava la scuola elementare. La costruzione sorge in continuità con il fabbricato della canonica, posto sul retro della cappella. Ha pianta rettangolare, ad aula unica, suddivisa in tre campate. La facciata, suddivisa dalla scansione di tre lesene a doppia altezza, presenta un atrio coperto nella parte inferiore, al quale si accede attraverso passaggi arcuati, a tutto sesto, di cui quello centrale di maggiori dimensioni. Sopra la porta è dipinto un affresco raffigurante i Santi Bernardo di Mentone e Bernardo Abate, con al centro il Crocifisso, datato 1700.. Sul retro, in corrispondenza dello spigolo nord, è presente un campanile a base quadrata, con struttura in muratura mista di pietra e laterizio per i primi due livelli. Alla sommità la cella campanaria, realizzata in mattoni a vista, è aperta sui quattro lati con monofore. Il manufatto è coronato con copertura piramidale in rame. La cappella è officiata una volta al mese.

## Storia
Nell'agosto 1898 a San Bernardo venne costituita la Società Agricola Operaia dei Ronchi San Bernardo Cuorgnè, a partire da 44 soci fondatori.
I soci erano tutti proprietari agricoli e la società si pose come scopo il benessere materiale e morale dei soci, promuovendo a tal fine: la fratellanza, la solidarietà, il mutuo soccorso, facilitando l'acquisto dei generi di prima necessità. Con il tempo al fiorire di iniziative sparse a livello locale si affiancò uno sforzo unificante. Il ruolo di acquisire i mezzi di produzione agricola si spostò a livello provinciale nei Consorzi agrari, coordinati a livello nazionale dalla Federconsorzi. Le iniziative locali, quando sopravvissero, ebbero solo la valenza di meri circoli che gestivano il massimo centro di aggregazione delle piccole località rurali:  l'osteria, ma salvando a volte una valenza associativa. La società di Cuorgnè riuscì così a raggiungere i 120 anni, continuando a svolgere attività di carattere sociale e filantropico
Nella frazione il tenore Francesco Tamagno fece costruire una villa in località Cinetta per trascorrervi momenti di riposo